# Elecciones provinciales de Entre Ríos de 1973
Las elecciones generales de la provincia de Entre Ríos de 1973 tuvieron lugar el domingo 11 de marzo del mencionado año con el objetivo de restaurar las instituciones democráticas constitucionales después de casi siete años de dictadura militar de la Revolución Argentina, y dieciocho de proscripción del Partido Justicialista (PJ), que se presentó a los comicios como Frente Justicialista de Liberación (FREJULI). Se debía elegir al Gobernador y Vicegobernador en fórmula única, así como los 28 escaños de la Cámara de Diputados y los 14 senadores provinciales seccionales, componiendo los poderes ejecutivo y legislativo de la provincia para el período 1973-1977. En caso de que ninguno de los candidatos a gobernador obtuviera mayoría absoluta de votos, se realizaría una segunda vuelta electoral entre las dos fórmulas más votadas el domingo 15 de abril.
El FREJULI se dividió en Entre Ríos entre las candidaturas de Enrique Tomás Cresto, del Partido Justicialista, y Raúl Lucio Uranga, del Movimiento de Integración y Desarrollo (MID), debido a que ambas fuerzas apoyaban la candidatura presidencial de Héctor José Cámpora, pero no pudieron concertar una fórmula gubernativa unitaria, y terminaron compitiendo por separado. En ese contexto, Cresto resultó ser el candidato más votado con amplitud recibiendo el 43.86% de los votos contra el 28.32% de César Luis Corte, de la Unión Cívica Radical (UCR), mientras que Uranga se ubicó tercero con el 15.36%. Enrique Delop, del partido derechista Nueva Fuerza, obtuvo el 7.39% y Augusto Pedro Martino, de la Unión Popular (UP), el 2.99%. El resto de los candidatos no superó el 2%, y la participación fue del 79.52% del electorado registrado. A nivel legislativo, el FREJULI obtuvo una exigua mayoría absoluta en ambas cámaras legislativas. La alianza justicialista logró 8 escaños en la Cámara de Senadores contra 5 de la UCR y 1 del MID. La contienda por la Cámara de Diputados fue más intensa y, durante el conteo de votos, se consideró probable que el FREJULI fracasara en obtener un cuórum propio debido a la división con el MID. Hasta casi el final del escrutinio, parecía que Nueva Fuerza había logrado consagrar dos diputados provinciales, aunque finalmente la tendencia se invirtió contrariamente, lo que permitió al FREJULI lograr una mayoría de 15 escaños contra 9 del radicalismo y 4 del desarrollismo.
Debido a que ninguna de las fórmulas en disputa logró obtener más de la mitad de los votos, se programó una segunda vuelta entre Cresto y Corte. Presionado por la dirigencia partidaria nacional y por los medios de comunicación, el MID aceptó apoyar a Cresto en la segunda vuelta, haciendo lo propio la Unión Popular, el Partido Revolucionario Cristiano (PRC), y el Frente de Izquierda Popular (FIP). La Nueva Fuerza fue el único de los terceros partidos que apoyó a Corte. En última instancia, Cresto obtuvo un rotundo triunfo con el 65.13% de los votos contra el 34.87% de Corte, siendo el porcentaje más elevado de votos logrado por una candidatura en la historia electoral entrerriana, con una participación del 77.36%. Los cargos electos asumieron el 25 de mayo de 1973.
Cresto no completó el mandato constitucional debido a que fue derrocado por el golpe de Estado de 1976.

## Resultados

### Gobernador y Vicegobernador
|  | 44,64 % |

|  | 65,13 % |

|  | 27,79 % |

|  | 34,87 % |

|  | 15,47 % |

|  | 6,98 % |

|  | 3,07 % |

|  | 1,70 % |

|  | 0,35 % |

|  | 99,03 % |

|  | 94,43 % |

|  | 0,97 % |

|  | 5,59 % |

|  | 0,00 % |

|  | 0,00 % |

|  | 100 % |

|  | 100 % |

### Cámara de Diputados
|  | 45,12 % |

|  | 29,17 % |

|  | 13,03 % |

|  | 7,05 % |

|  | 3,33 % |

|  | 1,96 % |

|  | 0,35 % |

|  | 99,02 % |

|  | 0,98 % |

|  | 0,00 % |

|  | 100 % |

### Cámara de Senadores
|  | 45,22 % |

|  | 29,20 % |

|  | 12,96 % |

|  | 7,01 % |

|  | 3,37 % |

|  | 1,89 % |

|  | 0,36 % |

|  | 99,02 % |

|  | 0,98 % |

|  | 0,00 % |

|  | 100 % |

## Intendentes por municipios
Además de las autoridades provinciales, se disputaron las autoridades locales de cuarenta y cuatro municipios. El Partido Justicialista tomó el control de treinta y dos, incluyendo las cuatro principales urbes de la provincia (Paraná, Concordia, Gualeguaychú, y Concepción del Uruguay), obteniendo de este modo la intendencia de once de las catorce cabeceras departamentales. La Unión Cívica Radical obtuvo ocho intendencias, incluyendo las cabeceras de dos departamentos (Colón y La Paz). El Movimiento de Integración y Desarrollo logró vencer a la polarización en dos: Villa Domínguez y Victoria, cabecera del departamento homónimo. y en otras dos restantes triunfaron agrupaciones vecinales sin filiación partidaria nacional o provincial.
| Municipio                | Intendente                    | Partido | Partido                                                  |
| ------------------------ | ----------------------------- | ------- | -------------------------------------------------------- |
| Paraná                   | Juan Carlos Esparza           |         | Partido Justicialista-Frente Justicialista de Liberación |
| Concordia                | Fernando Méndez Graff         |         | Partido Justicialista-Frente Justicialista de Liberación |
| Concepción del Uruguay   | Carlos María Scelzi           |         | Partido Justicialista-Frente Justicialista de Liberación |
| Colón                    | Roberto Eloy Girard           |         | Unión Cívica Radical                                     |
| Diamante                 | Antonio Taleb                 |         | Partido Justicialista-Frente Justicialista de Liberación |
| Federación               | José María Dalorso            |         | Partido Justicialista-Frente Justicialista de Liberación |
| Federal                  | Jorge Heyde                   |         | Partido Justicialista-Frente Justicialista de Liberación |
| Gualeguay                | Juan María Gianello           |         | Partido Justicialista-Frente Justicialista de Liberación |
| Gualeguaychú             | Carlos Bibé                   |         | Partido Justicialista-Frente Justicialista de Liberación |
| La Paz                   | Osvaldo Lamboglia             |         | Unión Cívica Radical                                     |
| Nogoyá                   | Américo Adel Mussi            |         | Partido Justicialista-Frente Justicialista de Liberación |
| Victoria                 | Mario Brassesco               |         | Movimiento de Integración y Desarrollo                   |
| Rosario del Tala         |                               |         | Partido Justicialista-Frente Justicialista de Liberación |
| San José de Feliciano    | Francisco Solano Moreno       |         | Partido Justicialista-Frente Justicialista de Liberación |
| Basavilbaso              | Ramón Manzur                  |         | Partido Justicialista-Frente Justicialista de Liberación |
| Santa Elena              | Pascual Arias                 |         | Partido Justicialista-Frente Justicialista de Liberación |
| Seguí                    | Estelio Fortunato Milano      |         | Partido Justicialista-Frente Justicialista de Liberación |
| San José                 | Francisco Maximino            |         | Partido Justicialista-Frente Justicialista de Liberación |
| Maciá                    | Héctor Rosendo Carnero        |         | Partido Justicialista-Frente Justicialista de Liberación |
| Hernandarias             | José Horacio Rojas            |         | Partido Justicialista-Frente Justicialista de Liberación |
| Villa Clara              | Manuel Barreto                |         | Partido Justicialista-Frente Justicialista de Liberación |
| Mansilla                 | Enrique Krumm                 |         | Partido Justicialista-Frente Justicialista de Liberación |
| Galarza                  | Enrique Reichel               |         | Partido Justicialista-Frente Justicialista de Liberación |
| Chajarí                  | Domingo Cano                  |         | Unión Cívica Radical                                     |
| Villa Elisa              | Heraldo Peragallo             |         | Unión Cívica Radical                                     |
| Ibicuy                   | Hipólito Rivero               |         | Partido Justicialista-Frente Justicialista de Liberación |
| Mantero                  | Ernesto Carlos Omelin         |         | Partido Justicialista-Frente Justicialista de Liberación |
| Gualeguay                | Juan María Gianello           |         | Partido Justicialista-Frente Justicialista de Liberación |
| Larroque                 | Abelardo Dionisio Jumilla     |         | Partido Justicialista-Frente Justicialista de Liberación |
| Urdinarrain              | Armando Hipólito Zeroli       |         | Unión Cívica Radical                                     |
| Ramírez                  | Alfreto T. Clariá             |         | Partido Justicialista-Frente Justicialista de Liberación |
| Lucas González           | Horacio Mernes                |         | Partido Justicialista-Frente Justicialista de Liberación |
| San Salvador             | Roberto López                 |         | Partido Justicialista-Frente Justicialista de Liberación |
| Crespo                   | Hamad Hamdam                  |         | Partido Justicialista-Frente Justicialista de Liberación |
| María Grande             | Floro Minetti                 |         | Partido Justicialista-Frente Justicialista de Liberación |
| Hasenkamp                | Eduardo Ziegler               |         | Unión Cívica Radical                                     |
| Hernández                | Ramón Fermín Sánchez          |         | Unión Cívica Radical                                     |
| Viale                    | Aristides Z. José Riffel      |         | Unión Cívica Radical                                     |
| Bovril                   | Jorge Sauer                   |         | Partido Justicialista-Frente Justicialista de Liberación |
| Villaguay                | Isidoro Redruello             |         | Partido Justicialista-Frente Justicialista de Liberación |
| San Jaime de la Frontera | Ceferino Agustín Zambón       |         | Partido Justicialista-Frente Justicialista de Liberación |
| General Campos           | José Eberle                   |         | Partido Justicialista-Frente Justicialista de Liberación |
| Villa Domínguez          | Bernardo León Saltzman        |         | Movimiento de Integración y Desarrollo                   |
| General San Martín       | Ricardo Blanco                |         | Vecinalista                                              |
| Villa del Rosario        | Emilio Adolfo Práxedes Abecia |         | Vecinalista                                              |